# Центральний (Торбеєвський район)
Центра́льний (рос. Центральный, ерз. Центральной) — селище у складі Торбеєвського району Мордовії, Росія. Входить до складу Салазгорського сільського поселення.
Населення — 210 осіб (2010; 267 у 2002).
Національний склад станом на 2002 рік:
- мордва — 75 %